# Sandro Saccucci
Sandro Saccucci, né le 22 août 1943 à Rome, est un militaire et homme politique italien, membre de la Chambre des députés de 1972 à 1976.

## Biographie
Il est parmi les premiers adhérents du mouvement néofasciste Ordine nuovo. En 1971, il est arrêté pour avoir participé à la tentative de coup d'État de Junio Valerio Borghese et passe onze mois en prison. Le parti d'extrême droite MSI le présente ensuite sur ses listes électorales : il devient député lors du scrutin de 1972. Au printemps 1973, il est inculpé avec d'autres militants d'Ordine nuovo de reconstitution du parti fasciste, mais son cas est disjoint en raison de son mandat à la chambre. À l'occasion des élections de 1976, le MSI présente à nouveau sa candidature. Le 28 mai, il organise un meeting dans la ville de Sezze, qui penche notoirement à gauche. Confrontés à des contre-manifestants communistes et d'extrême gauche, Saccucci et ses camarades, qui sont venus armés, font feu : un jeune homme est tué et un autre blessé.
Réélu malgré cette affaire, Saccucci fait l'objet d'une procédure judiciaire pour complicité de meurtre. Le 27 juillet 1976, trois semaines après le début de la nouvelle législature, la Chambre des députés autorise son arrestation. Saccucci se réfugie alors à l'étranger, et finit par s'établir en Argentine. Condamné en première instance et en appel, il est acquitté en cassation en 1985.
Il vit aujourd'hui à Córdoba, en Argentine.